# دیسترویر کلاس آپیتنی
دیسترویر کلاس آپیتنی (به انگلیسی: Opytny-class destroyer) یک کلاس از کشتی بود که طول آن ۱۱۳٫۵ متر (۳۷۲ فوت) بود. این کلاس از کشتی در سال ۱۹۳۵ ساخته شد.